# 葛原古墳
葛原古墳（くずはらこふん）は、大分県宇佐市大字葛原字鬼塚にある古墳。1957年11月28日に国の史跡に指定されている。

## 概要
駅館川左岸の緩やかな台地上に位置する直径53メートル、高さ6メートルの大きな墳丘を有する円墳である。ただし、前方後円墳の前方部が削られたものであるとの説もある。かつては、所在地の小字名と同じ鬼塚古墳と呼ばれていた。
明治22年（1889年）に、古墳の上を開墾していた村人により石室が発見され、甲冑、鉄剣、銅鏡、勾玉など多くの副葬品が出土した。このうち、甲冑類については、眉庇型兜の出土例は大分県ではこの古墳のみである。
この古墳は、5世紀後半の築造と推定されており、平野に近い台地に作られていること、円墳であること、石室の形状、副葬品の特徴などから、駅館川右岸の台地に3世紀末～6世紀中頃に築造された川部・高森古墳群の被葬者一族とは異なる、宇佐地方の新たな支配者によって築造されたものと推定されている。被葬者については、宇佐神宮の初期の祭祀者である辛島勝氏であるという説がある。